# Маргарита I Французская (графиня Артуа)
Маргарита I (фр. Marguerite de France; 1310 — 9 мая 1382) — графиня Артуа и графиня Бургундии с 1361 года. Вторая дочь короля Франции Филиппа V, прожившая дольше всех своих братьев и сестёр.

## Биография
Маргарита была выдана замуж в 1320 году за Людовика I Неверского, ставшего впоследствии графом Фландрии. В браке с ним родился Людовик Мальский. В 1346 году Людовик I погиб во время битвы при Креси.
В 1361 году она унаследовала от своего бездетного внучатого племянника, Филиппа Руврского, графство Артуа и пфальцграфство Бургундское (Франш-Конте), которые после её смерти перешли к её сыну, Людовику II Фландрскому (Людовику Мальскому).